# Cristine Santanna
Cristine „Saka” Santanna (gruz. კრისტინა სანტანა, trb. kristina santana; ur. 27 maja 1979 w São Paulo) – brazylijska siatkarka plażowa reprezentująca Gruzję.
W 2006 roku przy wsparciu rządu Gruzji i prezydenta Micheila Saakaszwilego otrzymała wraz z Andrezzą Martins paszporty tego kraju. Ich pseudonimy – Saka i Rtvelo oznaczą Gruzję (Sakartvelo) w języku gruzińskim. Ich naturalizacja miała na celu, m.in. poprzez występ na igrzyskach, rozwój siatkówki plażowej w Gruzji, kraju w którym, do tej pory nie było tradycji w tej dyscyplinie. Para uzyskała wsparcie finansowe od rządu, przeznaczone głównie na treningi i uczestnictwo w turniejach międzynarodowych. Reprezentowały one Gruzję na Letnich Igrzyskach Olimpijskich 2008. Po wygraniu jednego meczu i dwóch porażkach zakończyły rywalizację na fazie grupowej olimpijskiego turnieju. Ich najlepszym rezultatem osiągniętym podczas World Tour było 5. miejsce w 2008 r., podczas rozgrywek w norweskim Kristiansand. Jej mężem od 2007 r. jest Harley Marques, również będący siatkarzem plażowym.